# Jorge Prado García
Jorge Prado García (Lugo, 5 januari 2001) is een Spaans motorcrosser.

## Carrière
Het gezin Prado García verhuisde toen Jorge nog zeer jong was naar België, om zo zijn motorcrosscarrière beter te kunnen voorbereiden. In 2011 werd de tienjarige Jorge Europees- en wereldkampioen 65cc, met KTM. Enkele jaren later, in 2015, werd hij Europees Kampioen 125cc. In 2016 maakte hij de overstap naar het EK MX2, maar de overstap naar een viertaktmotor verliep iets moeilijker dan verwacht. Prado García behaalde wel twee podiumplaatsen, maar miste ook drie wedstrijden door blessures. Hij werd toch nog zevende in de eindstand.
Eind 2016 maakte Prado García de overstap naar het wereldkampioenschap motorcross MX2, waar hij in het KTM-fabrieksteam terecht kwam. Hij nam nog deel aan de drie laatste wedstrijden, de 47 vergaarde punten in deze zes manches leverden hem de 33e plaats in de eindstand op. In zijn eerste volledige jaar won hij drie GP's en stond ook nog tweemaal op het podium. Prado García bezette de zevende plaats in het eindklassement. In 2018 werd hij wereldkampioen in deze klasse. Hij won twaalf van de twintig grand prixs en behaalde 17 manche overwinningen. Ook in 2019 werd hij wereldkampioen in de MX2. Hij won zestien van de achttien GP's en behaalde 31 manche overwinningen. In het seizoen 2020 stapte hij over naar de MXGP.
Prado García werd ook geselecteerd voor de Motorcross der Naties edities van 2016, 2017, 2018 en 2019.

## WK motorcross
2016: 33e MX2-klasse
2017: 07e MX2-klasse
2018: wereldkampioen in MX2-klasse
2019: wereldkampioen in MX2-klasse
2020: 6e MXGP-klasse
2021: 5e MXGP-klasse
2022: 3e MXGP-klasse
2023:  MXGP-klasse
2024:  MXGP-klasse
| 1           | 16-04-2017 | Trente (Italië)                | Pietramurata               |
| 2           | 06-08-2017 | België                         | Lommel                     |
| 3           | 10-09-2017 | Nederland                      | Assen                      |
| 4           | 08-04-2018 | Trente (Italië)                | Pietramurata               |
| 5           | 15-04-2018 | Portugal                       | Águeda                     |
| 6           | 20-05-2018 | Duitsland                      | Teutschenthal              |
| 7           | 10-06-2018 | Frankrijk                      | Saint-Jean-d'Angély        |
| 8           | 17-06-2018 | Lombardije (Italië)            | Ottobiano                  |
| 9           | 08-07-2018 | Azië (Indonesië)               | Semarang                   |
| 10          | 22-07-2018 | Tsjechië                       | Loket                      |
| 11          | 05-08-2018 | België                         | Lommel                     |
| 12          | 19-08-2018 | Zwitserland                    | Frauenfeld-Gachnang        |
| 13          | 26-08-2018 | Bulgarije                      | Sevlievo                   |
| 14          | 16-09-2018 | Nederland                      | Assen                      |
| 15          | 30-09-2018 | Italië                         | Imola                      |
| 16          | 03-03-2019 | Argentinië                     | Villa La Angostura         |
| 17          | 31-03-2019 | Nederland                      | Valkenswaard               |
| 18          | 07-04-2019 | Trente (Italië)                | Pietramurata               |
| 19          | 12-05-2019 | Lombardije (Italië)            | Mantova                    |
| 20          | 19-05-2019 | Portugal                       | Águeda                     |
| 21          | 26-05-2019 | Frankrijk                      | Saint-Jean-d’Angély        |
| 22          | 09-06-2019 | Rusland                        | Toeapse (Orljonok-circuit) |
| 23          | 16-06-2019 | Letland                        | Ķegums                     |
| 24          | 23-06-2019 | Duitsland                      | Teutschenthal              |
| 25          | 07-07-2019 | Indonesië                      | Palembang                  |
| 26          | 14-07-2019 | Azië (Indonesië)               | Semarang                   |
| 27          | 28-07-2019 | Tsjechië                       | Loket                      |
| 28          | 04-08-2019 | België                         | Lommel                     |
| 29          | 18-08-2019 | Italië                         | Imola                      |
| 30          | 08-09-2019 | Turkije                        | Afyonkarahisar             |
| 31          | 15-09-2019 | China                          | Shanghai                   |
| MXGP-klasse |            |                                |                            |
| 32          | 09-09-2020 | Città di Faenza (Italië)       | Faenza                     |
| 33          | 11-10-2020 | Spanje                         | Arroyomolinos              |
| 34          | 21-10-2020 | Limburg (België)               | Lommel                     |
| 35          | 25-07-2021 | Tsjechië                       | Loket                      |
| 36          | 03-04-2022 | Portugal                       | Águeda                     |
| 37          | 16-04-2023 | Trente (Italië)                | Pietramurata               |
| 38          | 11-06-2023 | Duitsland                      | Teutschenthal              |
| 39          | 10-03-2024 | Patagonië-Argentinië           | Villa La Angostura         |
| 40          | 24-03-2024 | Spanje                         | Arroyomolinos              |
| 41          | 07-04-2024 | Sardinië (Italië)              | Riola Sardo                |
| 42          | 14-04-2024 | Trente (Italië)                | Pietramurata               |
| 43          | 12-05-2024 | Galicië (Spanje)               | Lugo                       |
| 44          | 02-06-2024 | Duitsland                      | Teutschenthal              |
| 45          | 30-06-2024 | West Nusa Tenggara (Indonesië) | Lombok                     |
| 46          | 11-08-2024 | Zweden                         | Uddevalla                  |
| 47          | 08-09-2024 | Turkije                        | Afyonkarahisar             |
| 48          | 15-09-2024 | China                          | Shanghai                   |
| 49          | 29-09-2024 | Castilië-La Mancha (Spanje)    | Cózar                      |